# Schronienie (cykl powieści)
Schronienie – cykl powieści z pogranicza fantasy i science fiction autorstwa amerykańskiego pisarza Davida Webera. Obecnie seria liczy dziesięć tomów.
W Polsce seria wydawana jest przez Dom Wydawniczy „Rebis”.

## Fabuła cyklu
Wojna z Gbaba - morderczą rasą obcych zdecydowaną zlikwidować wszelkie inne inteligentne gatunki - szybko kończy się anihilacją Federacji Terrańskiej. Jedyną nadzieją na przetrwanie gatunku ludzkiego jest niewielka kolonia na planecie Schronienie, założona, by jej koloniści w przyszłości powrócili w kosmos i zniszczyli Gbaba. Okazuje się jednak, że megalomańscy administratorzy kolonii wyprali umysły zamieszkujących Schronienie ludzi, zamykając ich w okowach opresyjnej, technofobicznej religii.

Mija osiem wieków. W głęboko ukrytej jaskini pod powierzchnią Schronienia budzi się android o osobowości terranki Nimue Alban. Jej misją jest złamanie skorumpowanego, wszechpotężnego Kościoła Matki i przywrócenie tkwiącej w preindustrialnym stanie ludzkości technologii, która umożliwi im ostateczne zwycięstwo nad Gbaba. Przyjmując męską tożsamość i udając mistycznego wojownika, seijina, Nimue łączy siły z wyspiarskim państwem Charis i rozpoczyna proces wyzwolenia Schronienia.

## Tomy cyklu
Dla tomów wydanych w języku polskim podana jest data wydania polskiego.
- Rafa Armageddonu (Off Armageddon Reef, 2010)
- Schizmą Rozdarci (By Schizm Rent Assunder, 2011)
- Herezją Naznaczeni (By Heresy Distressed, 2011)
- Potężna Forteca (A Mighty Fortress, 2012)
- Fundamenty Wiary (How Firm A Foundation, 2013)
- Trud i Cierpienie (Midst Toil And Tribulation, 2014)
- Niczym Potężna Armia (Like A Mighty Army, 2015[3])
- Fundamenty piekła drżą (Hell's Foundations Quiver, 2016)
- Na znak tryumfu (At the Sign of Triumph, 2018)
- Czas próby (Through Fiery Trials, 2020).

## Szczegółowa fabuła
Uwaga: poniższa sekcja może zawierać spoilery dla osób, które nie czytały dotąd cyklu.

### Tło
Ludzkość od niemal dwóch stuleci kolonizuje kosmos. Natyka się jednak na coraz więcej pozostałości innych, inteligentnych ras, wybitych przez tego samego przeciwnika. Spodziewając się starcia, skupiająca wszystkich ludzi Federacja Terrańska przygotowuje się do wojny.

Wróg pojawia się czterdzieści lat później pod postacią Gbaba, ksenofobicznej rasy obcych o olbrzymiej przewadze liczebnej nad ludzkością. Nie nawiązują żadnego kontaktu z ludźmi, zaczynają jednak, jedna po drugiej, atakować zamieszkane przez ludzi planety i wybijać ich mieszkańców. Jakiekolwiek próby założenia ukrytych kolonii kończą się fiaskiem, ponieważ Gbaba są w stanie wykryć emisje elektromagnetyczne zaawansowanej technologii. Powstaje więc projekt „Operacji Arka”. Zgodnie z jego założeniami osiem milionów ludzi ma przez dwadzieścia lat lecieć w stanie hibernacji z prędkością nadświetlną, aby oddalić się od Gbaba, a następnie skolonizować zdatną do tego planetę i przez trzysta lat utrzymywać niski poziom technologii, aby następnie udoskonalić ją w dostatecznym stopniu, by pokonać Gbaba. Aby uniknąć pokusy sięgnięcia w tym okresie po bardziej zaawansowane urządzenia, koloniści zgadzają się na częściową modyfikację ich pamięci.
W chaosie ostatecznej bitwy o Ziemię flota kolonizacyjna wymyka się i odlatuje z dala od przestrzeni Gbaba. Ponad dwadzieścia lat później straż przednia odnajduje ziemiopodobną planetę Schronienie. Po umieszczeniu na niej kolonistów członkowie ekipy terraformującej odkrywają jednak, że administracja kolonii wymazała wszystkie wspomnienia resztki ludzkości, zamiast nich wszczepiając im „pamięć” o byciu stworzonym przez Boga i jego archaniołów (tj. administrację) na Jego świętym świecie, Schronieniu. Powstaje Kościół Ludzkości Oczekiwanej, z Pismem jako świętą księgą i odwiedzającymi wiernych „archaniołami”. Celem tego jest uniemożliwienie ludzkości powrotu w kosmos, gdyż administracja wierzy, że nikt nie jest w stanie pokonać Gbaba. Nad Schronieniem umieszczony jest system bombardujący, który ma zniszczyć jakąkolwiek zaawansowaną technologię.

Szefowa ekipy terraformującej, Pei Shan-Wei, uważa, że „warunkowanie” kolonistów - wszczepione wspomnienia i Pismo - zawiodą, a ludzkość powinna znać prawdę. Narasta konflikt między nią a szefem administracji, Erikiem Langhornem, kończąc się zamordowaniem Pei. W odpowiedzi jej mąż detonuje bombę atomową na spotkaniu administracji. Ci, którzy przetrwali, podtrzymują kłamstwo, nazywając przy tym stronników Shan-Wei upadłymi aniołami, a jej samej nadając tytuł „Matki kłamstw”.

### Rafa Armageddonu (Off Armageddon Reef)
Pierwsze rozdziały powieści mówią o wojnie z Gbaba i konflikcie wśród administracji kolonii, opisanej tutaj w sekcji Tło.
Mija osiemset lat. W jaskini pod Olimpem, najwyższą górą Schronienia, budzi się CZAO - android, Cybernetyczny Zintegrowany Awatar Osobowości - z osobowością Nimue Alban, komandor-porucznik Federacji Terrańskiej. Okazuje się, że komandor-porucznik Alban oddała swojego CZAO Peiom, którzy przewidywali, że może dojść do konfliktu. Pei Kau-Yung prosi ją, by pomogła złamać potęgę Kościoła Boga Oczekiwanego - tzw. Kościoła Matki. Nimue decyduje się podjąć tej misji. W osiągnięciu celu ma jej służyć sztuczna inteligencja imieniem Sowa oraz zestaw SAPKów - urządzeń inwigilacyjnych zdolnych rozsiewać miniaturowe roboty szpiegowskie. Studiując przekazywane przez nie dane, Nimue odkrywa, że Kościół Matka jest pełen korupcji, symonii i nepotyzmu.
Kilka miesięcy później młody następca tronu odległego Charisu, Cayleb, zostaje zaatakowany przez grupę najemników. Przed zabójcami Cayleba ratuje tajemniczy mężczyzna, który przedstawia mu się jako Merlin Athrawes i podaje za seijina, mnicha-wojownika z legend Schronienia. Okazuje się, że Merlin posiada także zdolność jasnowidzenia, dzięki czemu może obserwować wszystko, co dzieje się na planecie. Szybko zostaje on przyjęty do gwardii księcia Cayleba i udowadnia swoją wartość, wykrywając działających na terenie królestwa szpiegów.
Merlin to tak naprawdę Nimue Alban, która zmieniła płeć CZAO, aby dopasować się do silnie patriarchalnego społeczeństwa Schronienia. W ciągu kolejnych miesięcy wprowadza wiele innowacji do Charisu, w tym ożaglowanie skośne, cyfry arabskie i udoskonalenia w artylerii. Uważa przy tym, aby nie można było powiązać tych unowocześnień z Merlinem. Tymczasem w Syjonie narasta niepokój związany z wysoką pozycją Charisu na arenie międzynarodowej, jego rosnącą niezależnością, wpływami i bogactwem. Podjudzana przez paranoicznego Wielkiego Inkwizytora, rządząca Kościołem Grupa Czworga decyduje się na spacyfikowanie królestwa. Siłą tworzy sojusz pięciu pozostałych potęg morskich planety. Uprzedzeni o nadciągającej wojnie Charisjanie wysyłają nowoczesną część floty pod dowództwem Cayleba, aby przechwycić połowę sił wroga przy Rafie Armageddonu, pozostałości bazy Shan-Wei. Tymczasem starsza część floty, pod dowództwem króla Charisu Haarahlda, pozostaje, by bronić kraju przed resztą inwazji.
Na Rafie dochodzi do bitwy, która kończy się całkowitym zwycięstwem sił Cayleba. Po rozwiązaniu kwestii jeńców wojennych książę i jego flota kierują się do Charisu, gdzie Haarahld usiłuje omamić dowódcę wrogich sił. Galeony Cayleba docierają na pole bitwy w ostatniej chwili i choć Charis zwycięża, król ginie.

### Schizmą Rozdarci (By Schizm Rent Assunder)
Od pogrzebu króla Haarahlda i koronacji nowego władcy, Cayleba, mija kilka tygodni. Arcybiskup Charisu, Mikael Staynair, pisze list do Grupy Czworga, w którym oskarża wikariuszy Kościoła Matki o korupcję i sprzeniewierzenie się ideałom archaniołów. Ogłasza też oddzielenie się od Kościoła Matki i powstanie Kościoła Charisu o nowej, bardziej liberalnej i reformacyjnej doktrynie, co rozpoczyna schizmę i pierwszy konflikt religijny w historii Schronienia. W tym samym czasie Charis rozpoczyna rajdy korsarskie na jednostki wszystkich państw, które wspierały najazd na Charis, oraz na statki Kościoła Matki.
Po otrzymaniu listu Grupa Czworga rozpoczyna plan budowy Floty Boga, która ma stawić czoła Charisowi. Wielki Inkwizytor wydaje wszystkim kontynentalnym domenom Schronienia rozkaz zamknięcia portów przed Charisjanami oraz aresztowania wszystkich załóg pływających pod banderą Charisu. W mieście Feyrad sekwestr kończy się masakrą, gdy inkwizytorzy zaczynają podjudzać żołnierzy do „mordowania heretyków”.
W Charisie Cayleb rozpoczyna poszukiwanie sojuszników w wojnie z Kościołem. Wysłany przez niego premier Charisu składa królowej Chisholmu Sharleyan propozycję małżeństwa z Caylebem, na co królowa, początkowo zaskoczona, przystaje. Tymczasem arcybiskup Staynair odkrywa przed Merlinem, że zna prawdziwą historię ludzkości i jest członkiem zakonu, który ma ochronić pamięć o Ziemi. Wie też o Nimue. Wspólnie Merlin i Mikael ujawniają prawdę Caylebowi.
Do królestwa przybywa posłaniec z sąsiedniego królestwa Szmaragdu, prosząc o pokój. Kilka dni później na ślub przypływa Sharleyan. Nowożeńcy szybko zakochują się w sobie, jednak pomimo nalegań Cayleba zakon odmawia jednak wtajemniczenia nowej cesarzowej. Para podejmuje decyzję o włączeniu Szmaragdu do nowo powstałego Imperium Charisu, a także oferuje księciu tego państwa pozycję szefa imperialnego wywiadu, aby opanować jego „obsesję na punkcie spisków i konspiracji”. Decydują się też na atak na inne wrogie księstwo, Corisand, nim zostanie wsparte przez siły Kościoła.
Po dotarciu informacji o masakrze w Feyradzie najazd zostaje odłożony w przyszłość. Wysłana ekspedycja karna okupuje Feyrad i, po ewakuacji wszystkich mieszkańców, niszczy wszystko w promieniu dwóch mil od brzegu. Powieść kończy się, gdy Cayleb i flota inwazyjna wypływają do Corisandu.

### Herezją Naznaczeni (By Heresy Distressed)
Powieść rozpoczyna się kilka dni po końcu poprzedniej części. Cayleb jest w drodze do Corisandu, księstwa, z którym Charis i Chisholm mają długą historię nienawiści, aby podbić to państwo. Tymczasem ekspedycja karna w Feyradzie odkrywa notatki szefa lokalnych inkwizytorów, które udowadniają, że celowo doprowadzono do masakry Charisjan. Inkwizytorzy, którym dzięki tym archiwom udowodniono winę, zostają powieszeni. Dowiadując się o tym, Wielki Inkwizytor nawołuje do Świętej Wojny przeciw Charisowi, jednak kanclerz Kościoła, obawiając się katastrofy propagandowej, namawia go do przyjęcia symbolicznej kary za Feyrad i odkłada ogłoszenie tzw. jihadu.
W drodze do Corisandu Cayleb zatrzymuje się w domenie Sharleyan, Chisholmie, i spotyka się z lokalnymi regentami i parlamentem. Stamtąd płynie do zależnego od Corisandu Zebediahu, gdzie uzyskuje lojalność lokalnego władcy, jak i bazę wypadową na Corisand. Najeżdżając księstwo, szybko zdobywa spory teren, jednak po jednej przegranej bitwie Corisandczycy blokują go w górskim przesmyku, który prowadzi prosto do Manchyry, stolicy księstwa. Z pomocą SAPK-ów Merlina siły Charisu okrążają ich jednak i zamykają w tym samym przesmyku, zmuszając głównodowodzącego do poddania się. Dowiadując się o tym, książę Corisandu Hektor wysyła dwójkę swoich młodszych dzieci do dalekiego królestwa Delferahku, z szefem wywiadu jako opiekunem. Merlinowi nie udaje się ostrzec Charisjan na czas, by przechwycić dzieci.
Tymczasem w Charisie cesarzowa Sharleyan rozpoczyna integrację Chisholmu i Starego Charisu, starając się przy tym zachować dobre stosunki ze swoim wujem, lojalistą Syjonu. Nie wie jednak, że baron współpracuje z ludźmi, których celem jest zabicie Sharleyan i rozbicie sojuszu. Zamachowcy atakują podczas jej wizyty w odległym klasztorze i wybijają niemal całą jej ochronę. Udaje jej się przeżyć tylko dzięki interwencji Merlina, który przybywa i zabija napastników. Zmuszony jest przy tym - ku własnemu zadowoleniu - do wyjawienia jej prawdy o świecie i Schronieniu.
W Corisandzie książę Hektor rozważa poddanie się Caylebowi, aby oszczędzić swojemu kraju dalszych cierpień, gdy zwycięstwo jest niemożliwe. Niestety, Kościół decyduje się stworzyć z niego męczennika i dokonuje zamachu, w wyniku którego ginie książę i jego następca. O atak zostaje oskarżony Cayleb, w co wierzą nie tylko Corisandczycy, ale i Charisjanie.
W Syjonie Grupa Czworga odkrywa, że wydane na Flotę Boga pieniądze są zmarnowane, ponieważ budowana flota jest przestarzała. W tym samym czasie Wielki Inkwizytor dowiaduje się o istnieniu grupy reformatorów wewnątrz Kościoła Matki. Słysząc o podbiciu Corisandu, decyduje się pozostawić młodszego syna Hektora w spokoju i czekać na odpowiedni moment, by zniszczyć reformatorów.

### Potężna Forteca (A Mighty Fortress)
Po podboju Corisandu w księstwie rośnie niechęć względem cesarza Cayleba. Powstają dwa spiski mające na celu obalenie najeźdźcy - „Północna Konspiracja” arystokratów i ruch insurekcyjny lojalistów Syjonu w Manchyrze. Obserwując ich przez SAPK-i, Merlin i para królewska decydują się pozostawić ich w spokoju, dopóki nie znajdą akceptowalnych w sądzie dowodów spisku. Tymczasem w księstwie Delferahku, gdzie skryła się dwójka młodszych dzieci zabitego księcia Corisandu, ich opiekun, hrabia Corisu, zostaje wezwany do Syjonu.
W królestwie Dohlaru hrabia Thirsku, pokonany przez Cayleba w bitwie nad Rafą Armageddonu, otrzymuje dowództwo dohlariańskiej floty i szybko doprowadza ją do stanu gotowości bojowej, oczekując ukończenia nowej Floty Boga. Jego metody zniechęcają do niego wielu arystokratów zarówno Dohlaru, jak i Kościoła. Tymczasem w Corisandzie lokalny ksiądz Tymahn Haskyns zaczyna głosić hasła antyświątynne, co robi z niego wroga ruchu insurekcyjnego, który porywa go i morduje. W odpowiedzi Merlin przesyła lokalnym władzom dane na temat lojalistów, co kończy się rozbiciem ruchu. Krótko po tym hrabia Corisu dociera do Syjonu i fałszywie zapewnia Wielkiego Inkwizytora o swojej lojalności względem niego.
Korzystając z tego, że para cesarska pozostaje w pałacu, Merlin wybiera się do Syjonu, gdzie pod nazwiskiem Abraim Zhevons nawiązuje kontakt z Madam Ahnzhelyką, sojuszniczką kościelnej grupy reformatorów. Tak zwany „Krąg” został wykryty przez Wielkiego Inkwizytora, więc z pomocą „Zhevonsa” Madam ewakuuje siebie i ponad dwustu ludzi związanych z Kręgiem. Krótko po tym Wielki Inkwizytor aresztuje ponad dwóch tysięcy ludzi - pozostałych członków Kręgu i ich rodziny - po czym poddaje ich tradycyjnej Karze Schuelera, torturom, chcąc udowodnić ich powiązania z „kultem Shan-Wei”.
W Charisie trwają przygotowania do wojny. Powstają nowe rodzaje uzbrojenia, w tym eksplodujące pociski, a premier Imperium rozpoczyna negocjacje z niedalekim księstwem Tarotu. W przebraniu Zhevonsa Merlin odwiedza księcia Tarota w jego sypialni i nakłania do dołączenia do Imperium na prawach prowincji. Sharleyan i Cayleb powracają do Charisu i krótko później rodzi się następczyni imperialnego tronu, księżniczka Alanah. Tymczasem Kościół ogłasza Świętą wojnę i wysyła swoją flotę przeciwko Charisowi. Imperium zbyt późno odkrywa, że zostali oszukani, a Flota Boga ruszyła zupełnie inną trasą. Przeciwko stu dwudziestu jednostkom Kościołowi staje dwadzieścia pięć okrętów, uzbrojonych jednak w nowe działa i eksplodujące pociski. Zwyciężają, jednak ponad połowa Charisjańskich galeonów jest zniszczona, a dowódca floty i kuzyn Cayleba ginie.

### Fundamenty Wiary (How Firm A Foundation)
Kilka miesięcy po zniszczeniu Floty Boga Sharleyan przybywa do Zebediahu i Corisandu, by skazać oskarżonych o udział w konspiracjach przeciwko Charisowi. Wielu zostaje ułaskawionych z powodu motywów swojego postępowania, dzięki czemu Corisandczycy zaczynają ją lubić. Jej reputacja polepsza się, gdy po nieskutecznym zamachu na nią nadal ułaskawia oskarżonych.
Tymczasem Merlin eksperymentuje z maszynami parowymi i odkrywa, że ta technologia nie alarmuje systemu bombardującego umieszczonego nad Schronieniem. Dzięki temu wtajemniczeni przemysłowcy Charisu również zaczynają rozwijać tę technologię. Intendent Charisu, pilnujący przestrzegania przepisów Pisma, jest zaniepokojony tym, dopóki nie zostaje wprowadzony w prawdziwą historię ludzkości. Wtedy mówi wtajemniczonym o wiadomości pozostawionej jego rodzinie przez „archanioła” Schuelera, w której Schueler obiecuje powrót archaniołów w tysiąc lat od kolonizacji schronienia - to jest, 21 lat od tej chwili. Nikt nie wie, co może oznaczać „powrót archaniołów”, gdyż jest to technicznie niemożliwe.
W kontynentalnej, potężnej Republice Siddarmarku narasta konflikt między władzami a Kościołem. Mimo embarga Siddarmarczycy nadal handlują z Charisem, a Wielki Inkwizytor podejrzewa, że wspierają Imperium w większym stopniu. Rozpoczyna operację Miecz Schuelera, która ma doprowadzić do wojny domowej i załamania się Siddarmarku, aby mógł on być wzięty „pod opiekę” Kościoła. W tym samym czasie przeprowadza też Rakurai, serię samobójczych ataków fanatyków, którzy, działając niezależnie od siebie, wysadzają się wraz z olbrzymimi ilościami prochu, zabijając między innymi premiera i księcia Szmaragdu, Nahrmahna. Tuż po Rakurai rozpoczyna się główna faza Miecza Schuelera, jednak lojalistom Syjonu nie udaje się obalić rządu, gdyż Madam Ahnzhelyka, teraz pod nazwiskiem Aivah Pahrsahn, zorganizowała tajną milicję, która pokonuje „powstańców”. Jednak przy spalonych polach oraz lojalistach Syjonu i Republiki kontrolujących niemal równo po połowie kraju, nad Siddarmarkiem wisi widmo głodu.
W Delferahku hrabia Corisu otrzymuje informację o planowanym zamachu na następcę tronu Corisandu oraz rozkaz z Syjonu nakazujący mu nie interweniować. Lojalny młodemu księciu Daivynowi, prosi o pomoc Imperium. Z pomocą Merlina i Hektora Aplyna-Ahrmaka, adoptowanego syna Cayleba, udaje mu się na czas ewakuować księcia i jego siostrę, którzy wyruszają do Charisu.

### Trud i Cierpienie (Midst Toil And Tribulation)
Wielki inkwizytor Clyntahn jest panem Kościoła, ale jego fundamenty pękają. W Siddarmarku szerzy się wojna domowa w warunkach strasznej zimy. Skarbnik, generał Rhobair Duchairn, musi zmierzyć się ze znaczną redukcją środków Świątyni. Bogaci Charisjanie i Siddarmarkianie nie przynoszą już żadnych dochodów, a Charis spowodował kryzys gospodarczy we wszystkich królestwach lojalnych wobec Świątyni. Armia Boża wyrusza na Siddarmark, zaś Charis przerzuca swe wojska do tego kraju i gromadzi je pod rozkazami cesarza Cayleba.
Uratowana rodzina królewska z Corisandu podróżuje do domu z arcybiskupem Staynairem, gdzie księżniczka Irys zakochuje się w swoim wybawicielu – księciu Hektorze Aplyn-Ahrmahku. Z biegiem czasu Charis przyłącza Corisand jako królestwo składowe Imperium z Daivynem - bratem Irys - na tronie. Irys zostaje zaręczona z Hektorem, aby przypieczętować przymierze. Cesarzowa Sharleyan dalej jednoczy ludzi z Charisu, Chisholmu, Corisandu, Szmaragdu oraz niedawno pochłoniętego Tarota w szybko uprzemysławianym państwie imperialnym.
Merlin "wskrzesza" księcia Nahrmahna w wirtualnym świecie Sowy, i podobnie jak Merlin nie jest pewny, czy jest naprawdę odrodzoną wersją Nimue Alban, Nahrmahn ma wątpliwości co do swego istnienia. Dzięki Merlinowi spotkanie z "wdową" Ohlyvyą pomaga mu zdecydować się na kontynuację życia w wirtualnym świecie, dopóki jego małżonka żyje. W wirtualnym świecie upływ czasu jest dużo wolniejszy, więc Nahrmahn może spędzać sporo czasu z Sową, pomagając AI uzyskać samoświadomość. Oboje stają się wielką pomocą dla coraz bardziej zmęczonego Merlina.
Siddarmark przetrwał zimę i wojska Cayleba przybywają do miasta. Brutalność Świątyni zaczyna odzywać się zwiększającą się utratą poparcia w Republice. Zaawansowana broń i taktyka Charisjan zwiększają przewagę na polu bitwy, ale Świątynia i jej sojusznicy nadal znacznie przewyższają Reformistów liczebnością. Charis wprowadza nowe, parowo napędzane opancerzone statki, i niszczy linię zaopatrzenia Armii Boga, ale nie na tyle szybko, aby ocalić wysunięty do przodu oddział imperialnych marines, którzy zostają otoczeni i wybici do nogi. Mimo tej tragedii, sukces w wojnie staje się możliwy.

### Niczym Potężna Armia (Like A Mighty Army)
Świątynia próbuje się przystosować do problemów ekonomicznych, ale Grupa Czworga decyduje się wykorzystać przytłaczającą przewagę liczebną swoich wojsk, aby wygrać, zanim zabraknie funduszy do kontynuowania wojny. Książę Eastshare z Królewskiej Armii Charisjańskiej przetrwał atak Armii Bożej. Sytuacja wydaje się być bardziej tragiczna dla hrabiego Hanth na południu, ale niekompetencja dowódców wojsk Kościoła pomaga mu. Z pomocą Merlina i jego różnych wcieleń, dostarczających kluczowych informacji, reformatorzy zyskują przewagę w Siddarmarku.
Wesele księżniczki Irys w Corisandzie zostaje przerwane przez zamachowca samobójcę w służbie Clyntahna. Jej nowy mąż, książę Hektor, jest ciężko ranny; Merlinowi ledwo udaje się uratować jego życie. Merlin musi być w kilku miejscach jednocześnie, co stanowi dla niego duże obciążenie, na szczęście Nahrmahn i Sowa wymyślają, jak skonstruować nowy cybernetyczny awatar, taki jak Merlin. "Nimue Chwaerieau" budzi się jak kilka lat temu Merlin. Staje się pierwszą kobietą należącą do straży imperialnej, łamiąc bariery płci w całym imperium.
Zdesperowana Grupa Czworga upoważnia do szerokiego wdrożenia charisjańskich innowacji i taktyki wojennej, nieświadomie pomagając osiągnąć ostateczny cel Merlina - rozwój technologiczny Schronienia. Koszt jest wysoki; każde zwycięstwo Charisu wywołuje brutalne represje przeciwko pobliskim osadom, aby wyeliminować "heretyków". Rozgniewany Merlin wnika za linie wroga pod postacią "Dialydda Maba", zabijając wielu agentów Inkwizycji.
Sukces charisjański powoduje podziały wśród sił lojalistów Świątyni, umożliwiając reformatorom rozgromienie przeciwnika. Jedna bitwa z armią imperium Desnairu powoduje 90-procentową stratę sił wroga. Potężna armia Imperium Harchongu zostaje zmodernizowana i staje się poważnym zagrożeniem, ale charisjańscy dowódcy mówią w zaufaniu, że całkowite zwycięstwo jest w zasięgu.

### Fundamenty piekła drżą (Hell's Foundations Quiver)
Merlin dowiaduje się o sekretnym klasztornym zakonie, który trzyma pieczę nad grobowcem i dziennikami Cody’ego Cortazara, znanego jako seijin Kohdy. Okazuje się, że legendarny Kohdy, uznawany za postać fikcyjną, istniał naprawdę i walczył dla Świątyni podczas wojny z upadłymi. Jego przebłyski wspomnień z życia w ostatnich dniach trwania Federacji Ziemskiej spowodowały, że szukał odpowiedzi u "Archaniołów", którzy próbowali go "wymazać" z historii. Matka Przełożona Nynian Rychtair - (zbawiciel stanu Siddarmarkian na początku Świętej Wojny) - zostaje dopuszczona do Wewnętrznego Kręgu.
Charis wdraża technologię znaną na Ziemi pod koniec XIX i początku XX wieku. Karabiny powtarzalne, granaty, artyleria ciężka i taktyka wojenna decydują o przewadze nad siłami Świątyni. Charis rozbija głodną, zdemoralizowaną Armię Boga. Ostatecznie reformatorzy wyzwalają prawie cały Siddarmark. Świątynia zabija lub deportuje "heretyków" zamkniętych dotychczas w obozach koncentracyjnych. Wysiłki Merlina (jako "Dialydda Maba") ratują wielu, ale ofensywa nie może być kontynuowana, gdy są zajęci akcją ratunkową.
Chociaż Królestwo Dohlaru zostało pokonane na lądzie, jego marynarka pod wodzą admirała hrabiego Thirsku nie pozostaje zagrożona. Utrata w bitwie okrętu HMS Dreadnought, najnowocześniejszego opancerzonego galeonu i opóźnienia we wprowadzeniu klasy pancerników Król Haarahld odsuwają w czasie plany odzyskania całkowitej kontroli nad morzami. Charisjańscy więźniowie z HMS Dreadnought zostają uratowani dzięki śmiałemu nocnemu atakowi, ale HMS Dreadnought w prawie nienaruszonym stanie zostaje przechwycony do badań przez wroga.
Wielki inkwizytor Clyntahn obwinia hrabiego Thirsku o utratę więźniów i planuje go zlikwidować, gdy tylko dowódca marynarki nie będzie już potrzebny. Inkwizycja odkrywa plan przerzucenia rodziny hrabiego w bezpieczne miejsce. Jeden z pomocników hrabiego myli ślady, kierując ich podejrzenia na siebie i udając agenta Charisjan. Zabija kilku inkwizytorów i niespodziewanie strzela do hrabiego, raniąc go, po czym popełnia samobójstwo, aby chronić prawdę. Mimo to Clyntahn zmusza rodzinę hrabiego Thirsku do wyruszenia do Syjonu. Merlin i Nimue ratują ich z okrętu Marynarki Wojennej, niszcząc go wraz ze wszelkimi dowodami mogącymi świadczyć o tym, że przeżyli. Później Merlin odwiedza w tajemnicy pogrążonego w żałobie hrabiego.

### Na znak tryumfu (At the Sign of Triumph)
Merlin informuje hrabiego Thirsku o przetrwaniu rodziny w Dohlarze i oferuje mu "wolność wyboru", do podtrzymywania lub podważania celów Kościoła. Hrabia pozostaje lojalny wobec Dohlaru i kontynuuje starania, aby oprzeć się siłom reformatorskim.
Hrabia Hanthu rozpoczyna nową ofensywę przeciwko Armii Królewskiej Dohlaru, a dzięki taktyce oddziałów piechoty i potężnym artyleryjskim uderzeniom udaje się wyprzeć przeciwnika z pozycji obronnych, które uważano dotychczas za nie do zdobycia. Nowe opancerzone okręty Charisu, prowadzone przez pierwszy z nowych okrętów klasy Król Haarahld, ustanawiają całkowitą kontrolę nad morzem i czynią wszelkie fortyfikacje broniące brzegów wroga przestarzałymi. Po kilku miesiącach walk na lądzie i morzu hrabia Thirsku wykonuje swój długo przygotowany ruch. Przy pomocy sprzyjających reformistom i zmęczonych wojną wojsk i duchowieństwa Dohlaru przejmuje kontrolę nad swoim rządem oraz doprowadza do wycofania się królestwa ze świętej wojny.
Na północy armia Kościoła Matki zostaje przechytrzona za pomocą charisjańskich zeppelinów użytych do wykrywania artylerii długodystansowej. Armie reformatorskie łączą się i przejmują inicjatywę w walce przeciwko ostatniej zorganizowanej armii lojalnej wobec Świątyni. Jednocześnie frustracja przeciwko inkwizytorowi, zrodzona przez lata rzezi i zepsucia, osiąga apogeum w postaci rebelii pod wodzą wikariusza Rhobaira Duchairna. Clyntahn ucieka ze Świątyni, ale zostaje przechwycony przez Merlina i Nimue. Clyntahnowi zostają przedstawione niezbite dowody kłamstw, na których został zbudowany Kościół na Schronieniu, po czym trafia na szubienicę.
Po zakończeniu świętej wojny Duchairn zostaje nowym Wielkim Wikariuszem i ogłasza reformy, ale Świątynia ulega rozpadowi na kilka narodowych odłamów, wliczając w to Kościół Charisu. Wewnętrzny krąg decyduje, że dla zachowania pokoju na Schronieniu nie można jeszcze skonfrontować jego mieszkańców z prawdą z przeszłości. Charis cementuje więź z Siddarmarkem i zaczyna nawiązywać kontakty z Dohlarem. Merlin i Nimue, świadomi, że ich misja jest daleka od ukończenia, zaczynają jako nieśmiertelni przewodnicy ludzkości spoglądać w przyszłość.

## Główne postaci serii
- Merlin Athrawes (Nimue Alban) - główny bohater cyklu. Jest CZAO, androidem z wgraną osobowością Nimue Alban, dawno zmarłej komandor-porucznik Federacji Terrańskiej. Korzystając z możliwości CZAO, Nimue zmieniła płeć, by dopasować się do społeczeństwa Schronienia. Merlin podaje się za seijina, tj. jednego z legendarnych wojowników Schronienia, którzy odznaczają się nadnaturalną siłą, szybkością, talentem i mądrością, jak i ponadnaturalnymi mocami. Dzięki ponadludzko silnemu i szybkiemu androidowi Merlin z łatwością udaje seijina, a miniaturowe urządzenia, których używa, tzw. SAPK-i, pozwalają mu na słyszenie i widzenia niemal wszystkiego, co dzieje się na Schronieniu. Sam Merlin ma problemy z ukrywaniem swoich emocji, bardzo szybko przywiązuje się i ufa ludziom. W Trudzie i Cierpieniu okazuje się też, że cierpi na łagodną odmianę syndromu KZ spowodowaną byciem jedynym ocalałym z masakry Federacji Terrańskiej. Jego nazwisko to walijskie słowo oznaczające „nauczyciel”[9].
- Cayleb II Ahrmahk - w pierwszej części następca tronu, od drugiej władca Charisu. Jest bardzo młody - w pierwszym tomie ma niecałe 19 lat. Najlepszy przyjaciel Merlina, często wyciągający go z depresji, w którą seijin czasami wpada. Odznacza się inteligencją i pragmatyzmem, często wykorzystuje „jasnowidzenie” Merlina, by pomóc sobie w rozwiązaniu skomplikowanego problemu. Rzadko trzyma urazę, jednak jest zdolny dopuścić wiele, aby osiągnąć to, co uważa za słuszne. Jest zafascynowany Federacją Terrańską. Jego imię to „unowocześniona”[10] wersja imienia Kaleb Sarmac[8].
- Sharleyan Tayt-Ahrmahk - królowa Chisholmu, od drugiej części żona Cayleba i cesarzowa Charisu. Odziedziczyła tron w wieku dwunastu lat, gdy jej ojciec został zabity przez piratów księcia Hektora, co poskutkowało jej nienawiścią do Corisandu. Jeśli trzeba, potrafi być bezlitosna, jednak nie lubi stosować represji ani mordów politycznych. Szczerze kocha jednak swojego męża, a choć zaufanie komukolwiek zajmuje jej wiele czasu, przywiązuje się do ludzi. W tomie czwartym urodziła córkę, Alanah, którą nazwała po swojej matce. Jej imię to „schronieniowa” wersja imienia Charlean Tate[4].
- Zhaspar Clyntahn - Wielki Inkwizytor Kościoła Boga Oczekiwanego, a zarazem główny antagonista obecnego wątku serii. Jest opisywany jako otyły, nieprzyjemny w obyciu mężczyzna, raz użyte zostaje sformułowanie „[wygląda] jak stereotypowy złoczyńca”. Nadużywa posiadanej władzy i łamie wiele praw, których jako Wielki Inkwizytor powinien strzec. Odznacza się paranoiczną niechęcią do niezależnych domen takich jak Charis lub Siddarmark, wszędzie szuka spisków przeciwko Grupie Czworga, której jest najbardziej wpływowym członkiem. Inni członkowie Kościoła boją się go z powodu jego skłonności do wybuchów gniewu i całkowitego podporządkowania sobie Inkwizycji. Jego, według powieści, najgorszą cechą jest skłonność do wierzenia we własne kłamstwa, co sprawia, że dyskutowanie z nim jest nie tylko niemal niemożliwe, ale i niebezpieczne[8]. Jego imię to „unowocześnienie” imienia Jasper Clinton.